# هدى السنباطي
هدى السنباطي مغنية مصرية تميزت بأداء الأغنية الشعبية المصرية، وهي من مواليد محافظة البحيرة.

## مسيرتها الفنية
نشأت هدى السنباطي في كنف أسرة فنية إذ كان والديها مغنيان شعبيان، لذلك بدأت الغناء في سن مبكرة فغنت في الأفراح والموالد منذ كانت في الخامسة عشرة من عمرها، وبرعت في غناء الموال الشعبي، فقامت بالغناء على مسرح السامر، ثم انضمت إلى فرقة زكريا الحجاوي الشعبية لتغني إلى جانب خضرة محمد خضر وجمالات شيحة، ثُم انضمت للفرقة القومية للفنون الشعبية، وسرعان ما أصبحت واحدة من أبرز المغنيات الشعبيات في مصر. كانت هدى السنباطي ضمن أعضاء لجنة تحكيم برنامج اكتشاف الأصوات الشعبية هالة شو الذي قدمته قناة روتانا في مطلع الألفينيات، والذي يعود له الفضل في اكتشاف العديد من المطربين الشعبيين مثل سعد الصغير وأمينة وغيرهم. تعرفت هدى السنباطي إلى الممثل المصري ومغني الراب أحمد مكي وشاركته الغناء لأول مرة في عام 2020 في أغنية «وقفة ناصية زمان»، ثُم عادت لتشارك بالغناء معه مرة أخرى عام 2023 في أغنية «ولعانة» التي قدمت كأغنية ترويجية للجزء السابع من مسلسل الكبير أوي 7.